# Wonder Boy (computerspel)
Wonder Boy (Japans:ワンダーボーイ; Romaji:Wandā Bōi) is een platformspel uit 1986, ontwikkeld door Escape (nu Westone Bit Entertainment) en uitgegeven door Sega. Het spel is in andere landen ook bekend onder de titel Super Wonder Boy en Revenge of Drancon. Een herziene versie met hogere beeldresolutie kwam uit in 2016.
Wonder Boy is het eerste spel uit de Wonder Boy-serie en werd opgevolgd door vijf delen. Het spel is ook aangepast door Hudson Soft en uitgebracht onder de titel Adventure Island.

## Spel
De hoofdpersoon in het spel is een eilandbewoner die later in de Master System-versie Tom-Tom wordt genoemd. Zijn vriendin Tina (later Tanya) is gevangen genomen door de Dark King, en de speler moet Wonder Boy door zeven werelden leiden om haar te bevrijden. Deze werelden bestaan uit bossen, heuvels, oceanen, ijspaleizen en berggebieden.
Wonder Boy kan stenen bijlen naar zijn vijanden gooien, op een skateboard door het veld rijden, en tijdelijk beschermd worden door een engel. Deze mogelijkheden kan hij krijgen door het openbreken van eieren die verspreid in het veld liggen.
Aan het eind van elk wereld, die weer bestaat uit vier velden, vindt een gevecht plaats met de eindbaas.

## Platforms
Het spel was oorspronkelijk ontworpen als arcadespel maar werd later geporteerd naar andere systemen, zoals de Sega SG-1000, Master System, Commodore 64, Amstrad CPC, ZX Spectrum, Game Gear, MSX, mobiel, Virtual Console en de PlayStation 4.